# La Angostura, Zitácuaro
La Angostura är en ort i Mexiko.   Den ligger i kommunen Zitácuaro och delstaten Michoacán de Ocampo, i den södra delen av landet, 130 km väster om huvudstaden Mexico City. La Angostura ligger 1 957 meter över havet och antalet invånare är 252.
Terrängen runt La Angostura är huvudsakligen kuperad, men österut är den bergig. Terrängen runt La Angostura sluttar västerut. Runt La Angostura är det tätbefolkat, med 319 invånare per kvadratkilometer. Närmaste större samhälle är Heróica Zitácuaro, 2,1 km norr om La Angostura. I omgivningarna runt La Angostura växer huvudsakligen savannskog.